# Enslaved
Enslaved er et sortmetal/viking metal-band fra Haugesund, Norge. På trods af at de startede som et typisk norsk sortmetalband, har de over årende udforsket metalgenrens mere progressive varianter.

## Biografi
Enslaved blev dannet i maj 1991 af Ivar Bjørnson og Grutle Kjellson da de var hhv. 13 og 17 år gamle. De to havde før da spillet halvandet år i et dødsmetalband kaldet Phobia sammen med Hein Frode Hansen, som senere dannede Theater of Tragedy. Phobia nåede at indspille to demoer, The Last Settlement of Ragnarok og Feverish Convulsions før det gik i opløsning.
I 1991 begyndte Bjørnson og Kjellson i stedet at lede efter noget mere innovativt. De fandt Bjørnsons barndomsven Trym Torson og fik ham overtalt til at blive trommeslager i deres nye band.
Bandet fik herefter navnet "Enslaved" af Demonaz (fra Immortal), som navngav det efter sangen "Enslaved in Rot" fra Immortal's demobånd.
Efter et halvt år indspillede Enslaved deres første demobånd, Nema ("Amen" stavet bagfra).
Bandet mente dog at det lød så elendigt, at de helt droppede det, og båndet findes derfor kun i 50 eksemplarer.
I sommeren 1992 gik bandet igen i studiet for at indspille endnu en demo. Denne anden demo, Yggdrasil blev godt modtaget, og førte til at bandet skrev kontrakt med pladeselskabet Deathlike Silence.
Herefter gjorde bandet klar til at indspille deres debutalbum, Vikingligr Veldi. Albummet blev indspillet i Grieghallen i Bergen, og blev produceret af Eirik "Pytten" Hundvin med hjælp fra Hellhammer fra Mayhem, som assisterede ved produktionen af trommerne.
Udgivelsen af albummet blev dog forsinket, da Euronymous, som ejede Deathlike Silence, blev myrdet i 1993 af Varg Vikernes fra Burzum. Efter noget til gik Deathlike Silence's distributør, Voices of Wonder, med til at udgive albummet, og albummet udkom endelig i foråret 1994. Siden opstod der konflikt mellem Enslaved og Voices of Wonder, og i dag er det relativt svært at få fat på et eksemplar af albummet.
Efter bruddet med Voices of Wonder skrev Enslaved kontrakt med det franske pladeselskab Osmose Productions. Med pladeselskabets opbakning indspillede bandet nu deres næste album, Frost, som ligeledes blev indspillet i Grieghallen. Frost blev bandets gennembrud, og anses som et væsentligt bidrag til det, der senere ville blive kendt som viking metal. Albummet blev fulgt op med er Europaturné, the Winter War Tour, hvor bandet turnerede med Marduk.
Kort herefter forlod Trym Torson bandet, og blev i stedet erstattet af Harald Helgeson på trommer.
I 1997 udkom så bandets næste album, Eld. På dette album droppede Enslaved den karakteristiske black metal-simplicitet og monotoni, og begyndte i stedet at spille en mere progressiv og avanceret form for black/viking metal, bl.a. med et stigende brug af ren vokal.
Efter udgivelsen af Eld forlod Helgeson bandet igen, og blev erstattet af Dirge Rep. Samtidig kom Richard Kronheim med på guitar. Begge var oprindeligt hyret som periodemedlemmer til Eld-turnéen i marts 1997, men efter turnéen blev de begge tilbudt at komme med i bandet.
Med de nye medlemmer indspillede Enslaved nu Blodhemn, som blev udgivet i 1998. På dette album forsvandt de melodiske og progressive elementer helt, og gjorde i stedet plads til voldsom og aggressiv vikinge-inspireret metal.
Bandets næste album blev Mardraum - Beyond the Within, udgivet 2000, hvorpå bandet igen vendte tilbage til at eksperimentere med den progressive stil – denne gang i større grad end tidligere.
Efterfølgende blev bandet i 2001 nomineret til både en "Alarm Award" samt en Grammy i kategorien "Hard Rock".
Næste udgivelse blev Monumension hvorpå bandet fortsatte den progressive stil.
I 2002 forlod Richard Kronheim bandet, og det næste album, Below the Lights, blev derfor indspillet uden ham. I stedet kom Arve Isdal med i bandet som ny guitarist. Below the Lights distancerer sig lidt fra de tidligere albums voldsomme fokus på vikinger, og har i stedet flere psykedeliske præg.
Albummet blev udgivet i 2003, men inden da havde også Dirge Rep forladt bandet, og blev erstattet af Cato Bekkevold
I 2003 blev bandet ligeledes nomineret til en Grammy i Hard Rock-kategorien, denne gang for Below the Lights, men vandt heller ikke denne gang.
I 2004 gik bandet endnu engang i studiet, denne gang med Herbrand Larsen på keyboard og baggrundsvokal, og indspillede albummet Isa. Isa blev godt modtaget, og betragtes af mange som bandets mest progressive album til dato.
Enslaved blev, for tredje gang, nomineret til en Grammy i Hard Rock-kategorien, denne gang for Isa, og vandt deres første Grammy i 2005.
I 2006 udgav bandet albummet Ruun. Bandet modtog den norske "Spellemann pris" for bedste bedrift i "Metal"-genren.
I 2008 udgav bandet deres seneste album Vertebrae.

## Musikalsk stil
Selvom bandet nu indspiller deres sange på engelsk var deres tidligste sange mest sunget på islandsk eller norrønt, og et nummer på Vikingligr Veldi bliver sunget på oldnorsk. De fleste af bandets tekster omhandler nordisk mytologi.

## Bandmedlemmer

### Nuværende medlemmer
- Ivar Bjørnson – Guitar, keyboard (1991-)
- Grutle Kjellson – Bas, vokal (1991-)
- Arve Isdal – Guitar (2002-)
- Håkon Vinje – Keyboard (2017-)
- Iver Sandøy – Trommer (2018-)

### Tidligere medlemmer
- Trym Torson – Trommer (1991-1995)
- Richard Kronheim – Guitar (1997-2002)
- Per Husebø (Dirge Rep) – Trommer (1997-2002)
- Harald Helgeson – Trommer (1995-1997)
- Cato Bekkevold – Trommer (2003-2018)
- Herbrand Larsen – Keyboard (2004-2016)

## Diskografi

### Studiealbum
- Vikingligr Veldi (1994)
- Frost (1994)
- Eld (1997)
- Blodhemn (1998)
- Mardraum - Beyond the Within (2000)
- Monumension (2001)
- Below the Lights (2003)
- Isa (2004)
- Ruun (2006)
- Vertebrae (2008)
- Axioma Ethica Odini (2010)
- Riitiir (2012)
- In Times (2015)
- E (2017)
- Utgard (2020)
- Heimdal (2023)

### Demoer
- Nema (1991)
- Yggdrasill (1992)

### Dele-ep'er
- Hordanes Land (delt med Emperor) (1994)
- Yggdrassil (delt med Satyricon) (1995)

### Dvd'er
- Live Retaliation (2003)
- Return to Yggdrasill (2005)